# Université médicale nationale de Vinnytsia
L’université de médecine de Vinnystia, (en ukrainien : Вінницький національний медичний університет ім. М. І. Пирогова, que l'on peut translittérer Kyïvs'ky natsional'ny ouniversitet imeni Tarasa Chevtchenka), est un établissement médical à Vinnytsia en Ukraine.

## Historique
Fondée en 1921 sur la base de l'Institut pharmaceutique (1921), l'Institut Médical d'Education (1930), elle porte aujourd'hui le nom de Nikolaï Pirogov.

## Personnalités liées à l'université

Le bâtiment rue Pirogava, classé[1].
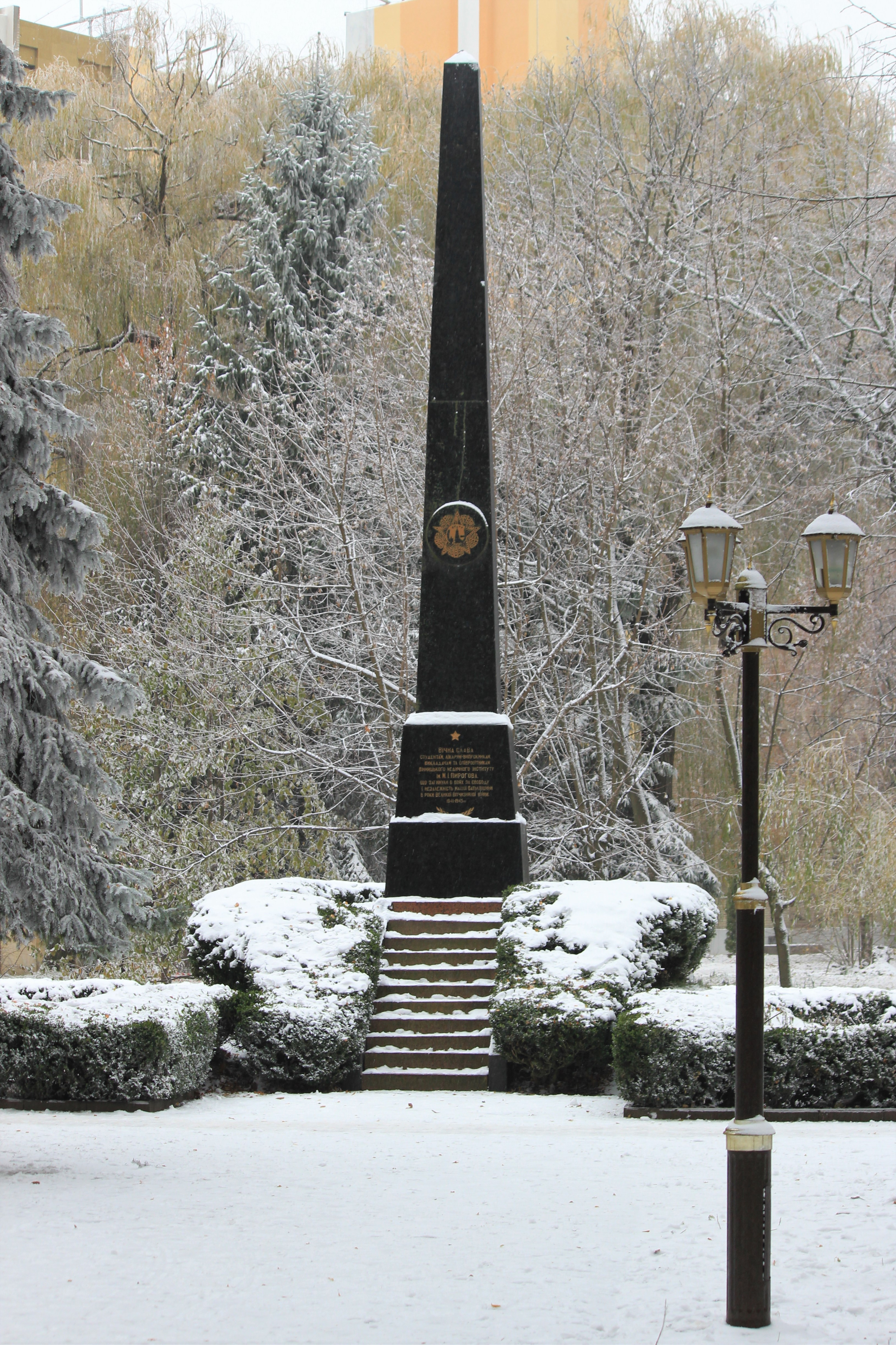
Le monument aux morts de l'université , classé[2].